# Old Dad
Old Dad er en amerikansk stumfilm fra 1920 af Lloyd Ingraham.

## Medvirkende
- Mildred Harris som Daphne Bretton
- John St. Polis som Jeffrey Bretton
- Myrtle Stedman som Virginia Bretton
- Irving Cummings som Sheridan Kaire
- Hazel Howell som Peggy Laine
- Loyola O'Connor som Claudia Merriwane
- Bess Mitchell som Bess Pomeroy
- Tula Belle